# Talavera (Andahuaylas)
Talavera (fundada como Talavera de la Reina en 1547) es una localidad peruana capital del distrito homónimo, ubicado en la provincia de Andahuaylas en el departamento de Apurímac. Está situada entre grandes cerros y enormes abismos a orillas del río Chumbao.

## Historia

### Rebelión del Cuzco
Durante el año 1814 el cacique de Chinchero (Cuzco), Mateo Pumacahua, junto con los hermanos Angulo, Hurtado de Mendoza y G. Béjar, se levantaron en armas contra la dominación española. Béjar, en la campaña de Huamanga, al viajar de Cusco hacia Huamanga, acampó en Andahuaylas para engrosar sus filas con más patriotas. El Virrey Abascal conocedor de estos hechos, escribe una carta a Angulo manifestando que:

«sentiría mucho que a la gente armada de esa provincia (Cusco), introducida en el Partido de Andahuaylas, le suceda un trabajo con la tropa del Regimiento Talavera próximo a llegar a Huamanga, como sucederá irremediablemente si no se retira con tiempo de ese territorio».

Abascal prepara el «Regimiento Talavera» bajo las órdenes del Coronel Vicente Gonzales y lo envía a Huanta por la ruta de Huancavelica, donde aumento sus efectivos con 3 mil lanceros al mando del Coronel José Lazon. Ese regimiento, famoso por sus crueldades, se formó en España con Homicidas y Ladrones. Béjar presentó batalla en Huanta, donde fue vencido, y emprendió la retirada por Andahuaylas, donde rehízo sus filas dado el acendrado patriotismo en Andahuaylas. Luego retorno hacia Huamanga dispuesto a vengarse de Vicente Gonzales, quien ya se había apoderado de la ciudad, quien sorprende a Béjar en la zona de Matara el 27 de enero de 1815 y vuelve a derrotarlo. El ejército rebelde se parte en dos, uno se repliega hacia Andahuaylas y el otro hacia Chiara, donde se dio cruenta lucha, el pueblo que se negó a luchar contra los españoles, fue quemado. Béjar nuevamente se interna en tierras Chankas, se refuerza con más andahuaylinos y acepta la colaboración de 5 mil hombres (Indios) de José Manuel Romano, quien más tarde lo traicionó. Persiguiendo las tropas de Béjar, el coronel Vicente Gonzales llega a Andahuaylas, y es allí donde sus soldados asesinos y penados, desertaron, asentándose muchos de ellos en la localidad de Chicmo, Los campesinos mestizos de este lugar poseen rasgos españoles a ello se debe el nombre de su homónima española Talavera de la Reina.

## Lugares de interés
En este lugar sobresale su Plaza de Armas, construida a base de piedra y donde sobresale una impresionante torre con un reloj público. Muy cerca se pueden visitar los baños termales de Hualalachi.

## Ciudades Hermanas
Talavera de la Reina, España